# Giuseppe Rocca (Drehbuchautor)
Giuseppe Rocca (* 5. Mai 1947 in Frattamaggiore) ist ein italienischer Drehbuchautor und Theater- sowie Filmregisseur.

## Leben
Rocca schloss in Moderner Literaturwissenschaft mit dem Schwerpunkt Kunstgeschichte ab und studierte an der „Accademia Nazionale d’Arte Drammatica Silvio D’Amico“ das Regiefach. Er wirkte als Dozent für Geschichte und Technik der Regie an der Akademie der Schönen Künste in Neapel und für Drehbuch an der „Nuova Università del Cinema e della Televisione“, schrieb er mehrere Manuskripte, Drehbücher und Szenarios, von denen u. a. Il mondo alla rovescia (1994) verfilmt wurde (und einige bepreist wurden). Nach zahlreichen Inszenierungen für die Bühne und umfangreicher Tätigkeit für das Radio ab 1976 („Tempore pestis“, „Non aperiatur“, „Aci, il fiume“, „Nel cerchio stregato“, „In corpore antiquo“ und als Beispiele für Serien „Novelle per un anno“, „Don Chisciotte“ und „Gulliver“) war er für die BBC-Produktion Orpheus Ascending als Autor verantwortlich.
Sein Spielfilmdebüt als Regisseur konnte Rocca dann 2000 mit Lontano in fondo agli occhi vorlegen, der von den Kritikern begeistert aufgenommen wurde. Sein fünf Jahre später entstandenes Drehbuch zu Il resto di niente wurde mehrfach ausgezeichnet.

## Filmografie (Auswahl)
Drehbuch
- 1994: Il mondo alla rovescia
- 2005: Il resto di niente

Regie
- 2000: Lontano in fondo agli occhi